# Liriomyza amarellae
Liriomyza amarellae este o specie de muște din genul Liriomyza, familia Agromyzidae, descrisă de Erich Martin Hering în anul 1963.
Este endemică în Germania. Conform Catalogue of Life specia Liriomyza amarellae nu are subspecii cunoscute.